# Alberto Antelo
Alberto Antelo (* 17. Januar 1998) ist ein bolivianischer Sprinter, der sich auf den 400-Meter-Lauf spezialisiert hat.

## Sportliche Laufbahn
Erste Erfahrungen bei internationalen Meisterschaften sammelte Alberto Antelo im Jahr 2015, als er bei den Jugendweltmeisterschaften in Cali mit 22,28 s in der ersten Runde im 200-Meter-Lauf ausschied. 2022 startete er mit der bolivianischen 4-mal-400-Meter-Staffel bei den Hallensüdamerikameisterschaften in Cochabamba und gewann dort in 3:17,87 min gemeinsam mit Tito Hinojosa, Juan Manuel Gareca und Nery Peñaloza die Silbermedaille hinter dem Team aus Venezuela.

## Persönliche Bestzeiten
- 200 Meter: 21,67 s (0,0 m/s), 18. Juni 2021 in Cochabamba
  - 200 Meter (Halle): 22,19 s, 5. Februar 2021 in Cochabamba
- 400 Meter: 48,82 s, 17. Juni 2021 in Cochabamba